# Myggstenen

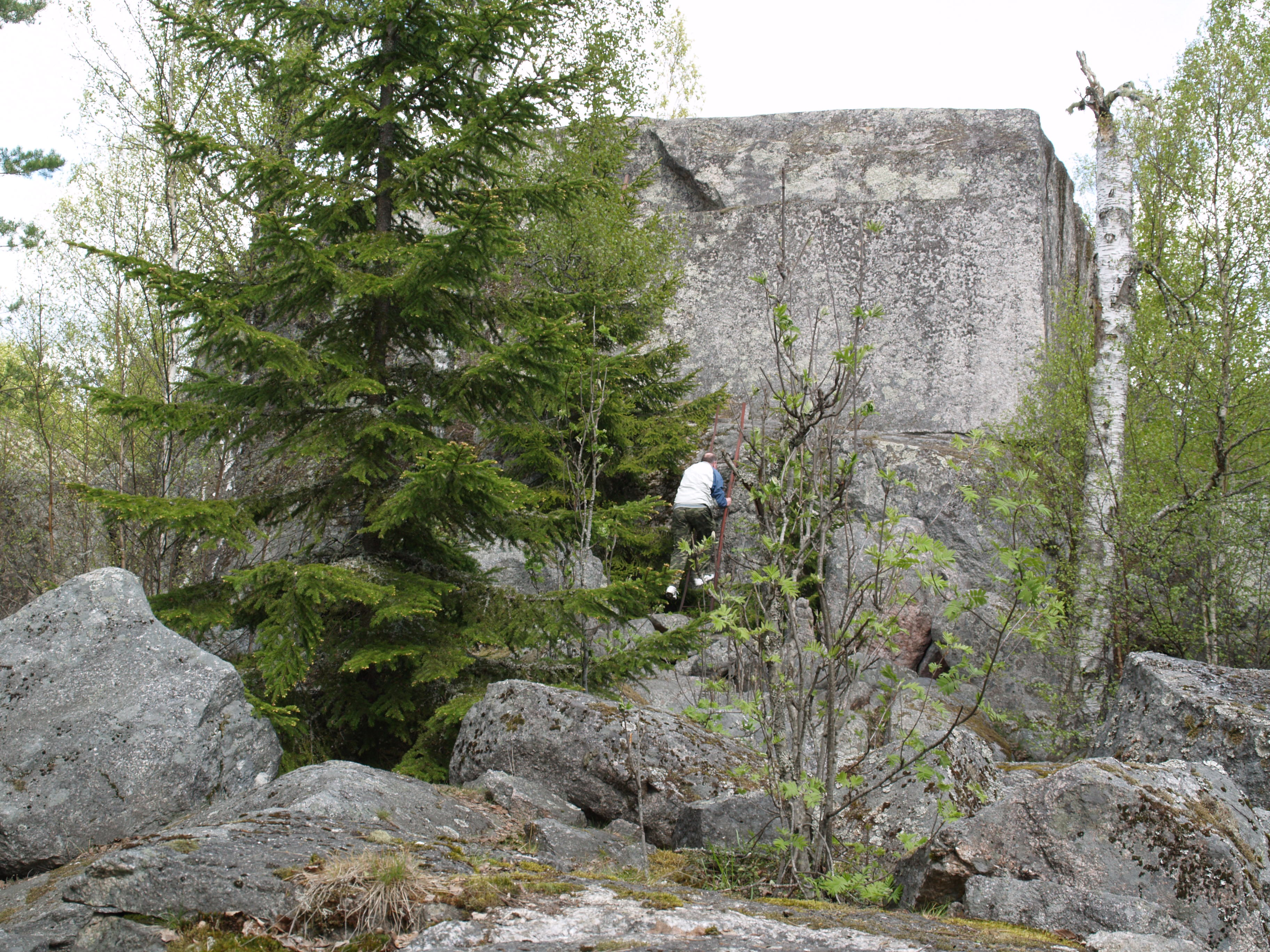
Myggstenen

Myggstenen är ett flyttblock beläget i Åkerlänna i Uppland, cirka 30 kilometer nordväst om Uppsala. Det är, med sin vikt av cirka 5 200 ton, det sjuttonde största flyttblocket i Sverige. Detta block omnämndes redan 1871 i den geologiska kartbladsbeskrivningen till bladet "Salsta" publicerat av Sveriges geologiska undersökning (Pettersson 1871 SGU Ser. Aa 43). Med dimensionerna 14 meter i fyrkant och cirka 10 meter i höjd ovan marken har vikten av blocket beräknats till 5 200 ton. Med största sannolikhet emanerar det från den underliggande lokala berggrunden som består av granit.
Terrängen i omgivningen utgörs av extremt storblockig grusig-sandig morän. Moränens petrografi karakteriseras av Månkarbogranit, som är en normalt medel- till grovkornig magmatisk bergart. Färgen är grå, gråröd eller röd med dominerande mineral som kvarts, kalifältspat (ortoklas eller mikroklin) , plagioklas och biotit.